# Christianiapladen
Christianiapladen, eller blot Christiania, var en dansk støtteplade, som blev udgivet i 1976 til fordel for fristaden Christiania. Initiativet kom fra bl.a. Sebastian og Tom Lundén fra gruppen Bifrost. Lundén skrev desuden slagsangen "I kan ikke slå os ihjel", der har vokal af Sebastian, Annisette Koppel og Povl Dissing. På Christianiapladen medvirkede en lang række af periodens store navne indenfor dansk rock.
I 2004 blev der lavet en ny støtteplade, Bevar Christiania, der bl.a. indeholdt en genindspilning af "I kan ikke slå os ihjel".

## Numre

### Side 1
1. Sebastian med Peter Thorup: "Budbringeren" (3:30)
2. Djurslandsspillemændene: "Christianitter, jydske knejte" (3:23)
3. Bifrost: "Titusind folk" (2:30)
4. Savage Rose: "De vilde blomster gror" (3:29)
5. Hyldemor: "Ud af mørket" (3:08)
6. C.V. Jørgensen: "Ghetto Svend" (3:35)
7. Ache: "Majestætens marionetter" (3:31)
8. Secret Oyster: "Orlavær" (2:16)

### Side 2
1. Totalpetroleum: "Operation Godylorange" (4:03)
2. Gnags: "Ulvetid" (2:42)
3. Kim Larsen: "Det er en kold tid" (2:12)
4. Spillemændene: "Christiane" (3:38)
5. Osiris: "Christiania kampsang" (3:48)
6. Røde Mor: "Nu ka' det snart være nok" (4:03)
7. Det Internationale Sigøjnerkompagni: "I kan ikke slå os ihjel" (4:21)